# 정원 (금)
정원(貞元, 1153년 3월 ~ 1156년 1월)은 금나라 폐제(廢帝) 해릉양왕(海陵煬王) 완안 량(完顔 亮)의 두번째 연호이다. 2년 10개월 가량 사용하였다.

## 개원
- 천덕(天德) 5년 3월 26일[1](1153년 4월 21일)에 연호를 정원(貞元)으로 개원함.[2][3][4]

- 정원(貞元) 4년 2월 1일[5](1156년 2월 23일)에 연호를 정륭(正隆)으로 개원함.[2][6][4]

## 연대 대조표
| 정원       | 원년            | 2년        | 3년        | 4년        |
| 서기(西紀) | 1153년          | 1154년     | 1155년     | 1156년     |
| 간지(干支) | 계유(癸酉)      | 갑술(甲戌) | 을해(乙亥) | 병자(丙子) |
| 남송(南宋) | 소흥(紹興) 23년 | 24년       | 25년       | 26년       |

## 동시대 연호

### 중국
송(宋)
- 소흥(紹興) (1131년 ~ 1162년)

서하(西夏)
- 천성(天盛) (1149년 ~ 1169년)

대리국(大理國)
- 대보(大寶) (1149년 ~ 1156년)

서요(西遼)
- 소흥(紹興) (1151년 ~ 1163년)

### 베트남
- 다이딘(大定) (1140년 ~ 1162년)

### 일본
- 닌페이(仁平) (1151년 ~ 1154년)
- 규주(久壽) (1154년 ~ 1156년)

## 같이 보기
- 다른 왕조의 같은 연호
  - 당(唐) 정원(貞元, 785년 ~ 805년)
  - 일본(日本) 조겐(貞元, 976년 ~ 978년)

- 중국의 연호 목록